# Rakaca
Rakaca ist eine ungarische Gemeinde im Kreis Edelény im Komitat Borsod-Abaúj-Zemplén.

## Geografie
Rakaca liegt in Nordungarn, 40 Kilometer nordöstlich des Komitatssitzes Miskolc.
Nachbargemeinden sind Rakacaszend 6 km, Szászfa 5 km und Viszló 4 km.
Die nächste Stadt Szendrő ist 24 km von Rakaca entfernt.
Im Gemeindegebiet wurde ein grauer, gebänderter Marmor abgebaut. Er diente zu Steinmetzarbeiten und als Rohstoff für Wegebaumaterialien. Die Steinbrüche sind heute verlassen.

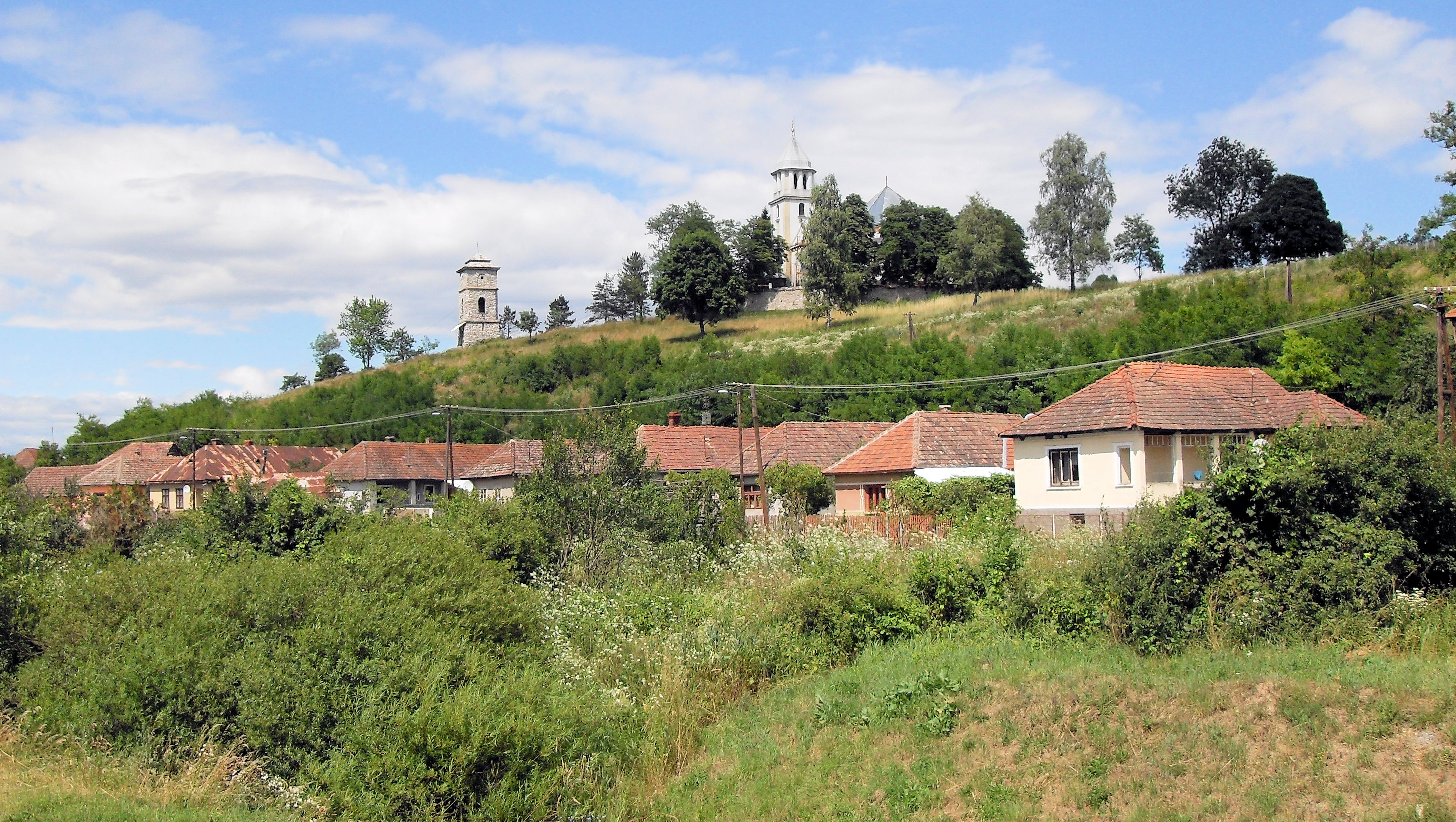
Blick auf Rakaca von Südwesten

## Söhne und Töchter der Gemeinde
- Oskar Benda (1886–1954), Germanist, Literaturwissenschafter und Pädagoge